# Ruuhivaara
Ruuhivaara är en kulle i Finland. Den ligger i Enare kommun i landskapet Lappland, i den norra delen av landet, 1 100 km norr om huvudstaden Helsingfors. Toppen på Ruuhivaara är 218 meter över havet.
Terrängen runt Ruuhivaara är huvudsakligen platt. Trakten runt Ruuhivaara är nära nog obefolkad, med mindre än två invånare per kvadratkilometer.